# لاوسن (نیو ساوت ولز)
لاوسن (به انگلیسی: Lawson) یک شهرک در استرالیا است که در نیو ساوت ولز واقع شده‌است.